# Okrug Luna, Novi Meksiko
| Luna                                                       |                              |
| Zemljovid Novog Meksika s označenim okrugom Lunom.         |                              |
| Zemljovid SAD s označenom saveznom državom Novim Meksikom. |                              |
| Osnovan:                                                   | 16. ožujka 1901.             |
| Sjedište:                                                  | Deming                       |
| Najveće naselje:                                           | Deming                       |
| Površina:                                                  | 7.679 km2                    |
| Br. stanovnika (2010.):                                    | 25.095                       |
| Kongresni okrug:                                           | 2.                           |
| Vremenska zona:                                            | Stjenjačko vrijeme: UTC-7/-6 |
| Službene stranice:                                         | http://lunacountynm.us/      |

Luna je okrug u američkoj saveznoj državi Novom Meksiku.

## Stanovništvo
Prema popisu stanovništva 2010., stanovnici su 77,7% bijelci, 1,1% "crnci ili afroamerikanci", 1,3% "američki Indijanci i aljaskanski domorodci", 0,5% Azijci, 0,0% Havajci ili tihooceanski otočani, 2,6% dviju ili više rasa, 16,8% ostalih rasa. Hispanoamerikanaca i Latinoamerikanaca svih rasa bilo je 61,5%.

## Vanjske poveznice
- Postal History Poštanski uredi u okrugu Luni, Novi Meksiko